# Jimmy McMullan
Ne doit pas être confondu avec Jim McMullan.
James McMullan, couramment appelé Jimmy McMullan, est un footballeur international puis entraîneur écossais, né le 26 mars 1895, à Denny, Falkirk et décédé le 28 novembre 1964 . Il évolue au poste de milieu de terrain et il est principalement connu pour avoir joué 7 saisons à Manchester City. 
Il compte 16 sélections en équipe d'Écosse et fait notamment partie des Wembley Wizards qui battent l'Angleterre 5-1 à Wembley en 1928.
Devenu entraîneur, il dirige Oldham Athletic, Aston Villa, Notts County et Sheffield Wednesday.

## Biographie

### Carrière en club
Natif de Denny, Falkirk, il est formé dans le club local de Denny Hibernian, avant de signer son premier contrat avec Third Lanark puis de s'engager l'année suivante avec Partick Thistle, où il ne peut malheureusement pas jouer la finale victorieuse de la Coupe d'Écosse en 1921, pour cause de blessure.
Au début de la saison 1921-22, il est pris dans une controverse. Après que son club Partick Thistle refuse une offre 5.000£ en provenance de Newcastle United, celui-ci, déterminé à jouer en Angleterre, s'engage pour deux années pour un club anglais non professionnel, Maidstone United (en), comme joueur-entraîneur, avant de revenir à Partick Thistle.
Il réalise enfin son souhait de jouer en Angleterre, en signant en février 1926 à l'âge de 30 ans, pour Manchester City, pour un montant de 4.700£.
Il fait ses débuts avec les Citizens le 27 février 1926 avec un match nul 1-1 contre Liverpool et marque son premier but pour son nouveau club dans une défaite 3-4 contre Southampton. Il joue la finale de la FA Cup 1926 perdue contre Bolton Wanderers ainsi que celle de 1933 perdue contre Everton. Il quitte Manchester City en mai 1933, pour devenir joueur-entraîneur d'Oldham Athletic. 
Après Oldham Athletic, il entraîne Aston Villa qui est alors managé de manière collégiale. Mais cette expérience se passe mal, le club de Birmingham étant relégué pour la première fois de son histoire, après 61 ans dans la plus haute division anglaise. Il continue ensuite en entraînant Notts County puis Sheffield Wednesday.

### Carrière internationale
Jimmy McMullan reçoit 16 sélections pour l'équipe d'Écosse. Il joue son premier match le 26 février 1920, pour un match nul 1-1, au Ninian Park de Cardiff, contre le Pays-de-Galles en British Home Championship. Il reçoit sa dernière sélection le 13 avril 1929, pour une victoire 1-0, au Hampden Park de Glasgow, contre l'Angleterre en British Home Championship.
Il participe avec l'Écosse aux British Home Championships de 1920, 1921, 1924, 1925, 1926, 1927, 1928 et 1929.

## Palmarès

### Comme joueur
- Manchester City :
  - Finaliste de la FA Cup en 1926 et 1933
  - Champion de Division 2 anglaise en 1927-28